# Relaciones Imperio romano-India
Las relaciones entre el Imperio romano y la India están documentadas desde el gobierno de Augusto, es decir entre los siglos I a. C. y I d. C.. Sin embargo, existen muy pocos textos contemporáneos que las describan. Mucho de lo que se conoce sobre estos contactos deriva de unos pocos autores clásicos y de los hallazgos arqueológicos que comprenden monumentos, inscripciones y monedas. Estas fuentes documentan sobre todo relaciones comerciales.

## Primeros contactos
Las relaciones entre el mundo mediterráneo y el subcontinente indio pueden rastrearse desde la época persa; el Imperio Aqueménida, en efecto, puso en contacto ambas regiones. Después de las conquistas de Alejandro, el norte de la India se vinculó estrechamente con los estados helenísticos y, de este modo, con la naciente potencia romana.
La aparición del Imperio Parto marcó una interrupción de estos contactos.
Las relaciones entre la India y Roma fueron de carácter eminentemene comercial. Caravanas, al principio, y flotas mercantiles desde la conquista romana de Egipto (30 a. C.), fueron el medio por el cual se pusieron en contacto los estados del Indostán con el Imperio romano.
Al respecto, Estrabón (II.5.12) menciona que poco después de que Elio Galo fuese nombrado prefecto de Egipto por Augusto, más de ciento veinte navíos navegaban cada año desde Myos Hormos a los puertos de la India:

... cuando Galo fue prefecto de Egipto, lo acompañé y remontamos el Nilo hasta Siena y las fronteras de Etiopía. Allí supe que por lo menos ciento veinte buques navegaban desde Myos Hormos a la India, mientras en otro tiempo, bajo los Ptolomeos, sólo unos pocos se aventuraban a emprender el viaje y llevar a cabo el tráfico de mercancías de la India,
Estrabón, Geografía II.5.12.  (texto en griego e inglés)